# 2014年剛果民主共和國省長選舉
2014年3月，刚果民主共和国进行了省长选举。
选举时间最初定为2012年，但后来推迟到2014年。
选举产生了19名省长，其中14人为总统约瑟夫·卡比拉的盟友。
一些反对派领导人声称此次选举被操纵。